# Тайна связи

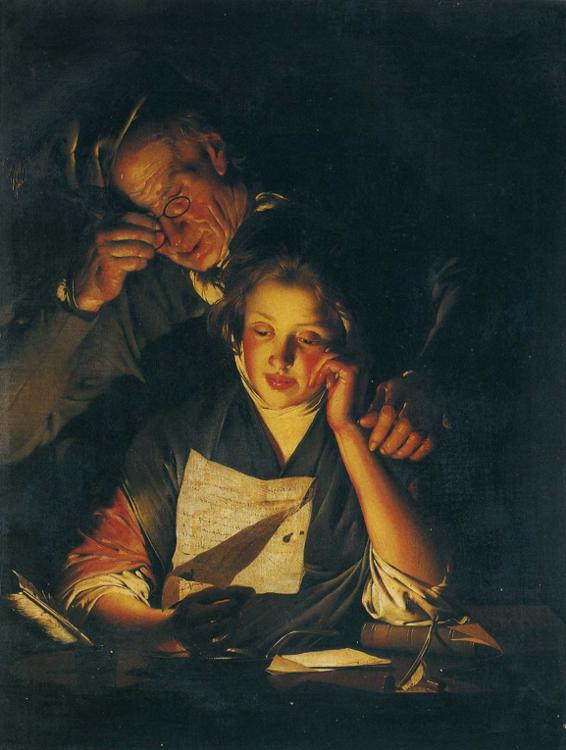
Джозеф Райт. Девушка читает письмо, а старик читает через её плечо (около 1768)

Тайна связи (в юридической науке) — ценность, обеспечиваемая правом на неё. В настоящее время право на тайну связи считается составной частью прав человека — естественных и неотъемлемых прав личности, признанных на международном уровне. Нарушением тайны связи признаётся ознакомление с охраняемым сообщением какого-либо лица кроме отправителя и получателя (или его уполномоченного представителя). В некоторых видах связи, в силу их технических особенностей, допускается ознакомление с сообщением отдельных работников связи, как, например, при передаче телеграммы. В таких случаях нарушением будет считаться не ознакомление, а разглашение содержания сообщения. Наравне с самим сообщением, также охраняются сведения о сообщении; для телефонных переговоров это номера вызывающего и вызываемого абонента, время звонка и его продолжительность.

## Право на тайну связи
Право на тайну переписки (позже к переписке добавились телефонная, телеграфная и иная связи) является производным от права на тайну частной жизни (в англоязычной литературе употребляется термин «privacy» — приватность). Тем не менее, право на тайну частной жизни — это отдельное право.
Положение, гарантирующее право на тайну связи содержится в конституциях большинства стран. Оно же утверждается во Всеобщей декларации прав человека 1948 года (ст. 12). Можно сказать, что тайна связи — это общепринятая в мире правовая норма.
Правом на тайну связи охватываются личные сообщения, находящиеся в любых каналах связи или в распоряжении оператора связи, от момента отправки сообщения отправителем до момента получения сообщения адресатом. Служебные и рекламные сообщения не защищаются правом на тайну связи, однако это не означает, что служебные каналы связи разрешено негласно контролировать (производить перлюстрацию).
Не следует путать право личности на тайну связи с правом лиц на коммерческую тайну, профессиональную тайну (адвокатскую, врачебную и т. д.). Другие виды тайн также охраняются законом, но термин «тайна связи» относится только к личной жизни.

## История

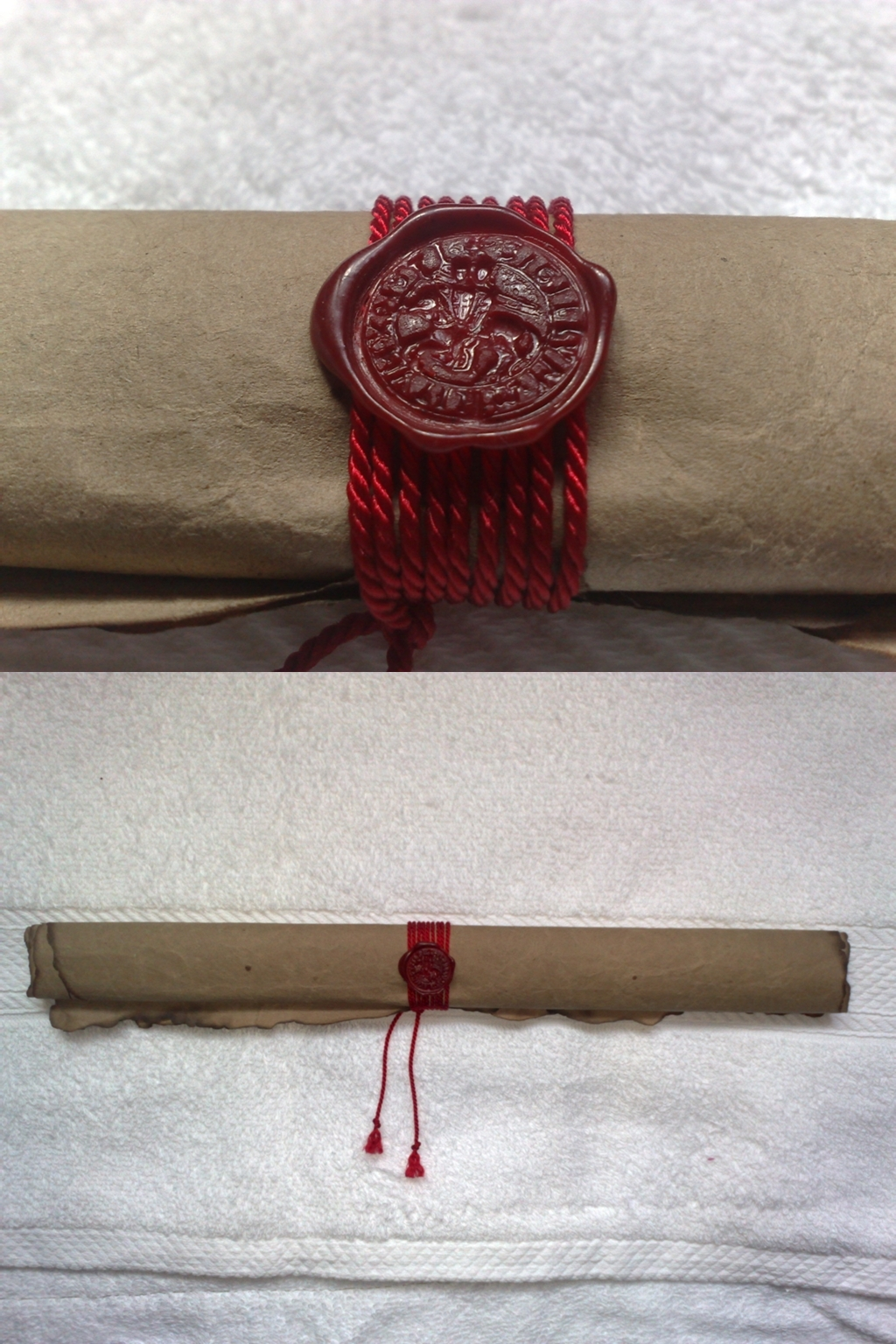
Пергамент, перевязанный шёлковым шнуром и запечатанный сургучом с печатью тамплиеров

Само понятие «права человека» возникло в XVIII веке и опиралось оно на европейские философские традиции пяти-шести предшествующих веков. Первым документом, официально провозгласившим «права человека» в их современном виде, считается французская Декларация прав человека и гражданина 1789 года. Некоторые исследователи считают родоначальником современных «прав человека» Декларацию независимости США 1776 года, в которой также провозглашался набор прав личности, более-менее похожий на современный. Эти два документа составили фундамент современной правовой парадигмы, поначалу действовавшей только в Европе и Новом свете, а позже распространённой на весь мир. Однако право на тайну переписки не входило в указанные документы. Оно появилось в составе «прав человека» позже — в документах ООН в 1945—1948 годах.
Имеются данные о почте инков в Перу. Здесь уже до начала XVI века существовали почтовые гонцы, которые, помимо государственных сообщений, доставляли к столу царя свежую рыбу, фрукты и другие продукты. Как указывает Сьеса де Леон в «Хронике Перу», у инков законами было предусмотрено сбережение тайны сведений, содержащихся в пересылавшихся сообщениях: «И в таком строгом секрете вели свои дела те, кто проживал на почтовых станциях, что ни по просьбе, ни под угрозами, никогда они не рассказывали о том, что собирались передать в сообщении, пусть даже уведомление уже ушло дальше [по почте]».

Понятие тайны переписки входит в различные указы и должностные инструкции с XVII века и становится повсеместной частью законов к XIX веку. Систематические нарушения тайны связи к этому времени воспринимаются именно как нарушения, и причастные чиновники почтовых ведомств и чёрных кабинетов вынуждены оправдываться перед общественным мнением и даже перед начальством. Так выглядело объяснение по поводу жалоб на вскрытие писем московским почтамтом в 1791 году: 
…Я начинаю сомневаться, не распечатываются ли там [в Берлине] сии письма столь неискусным образом, ибо клеем подлеплять не есть способ, употребляемый в России. Хотя и после меня рижский почтмейстер свидетельствует письма, но я уверен, что он своё искусство знает и не подаёт сомнения корреспондентам.московский почт-директор И. Б. Пестель

### В России

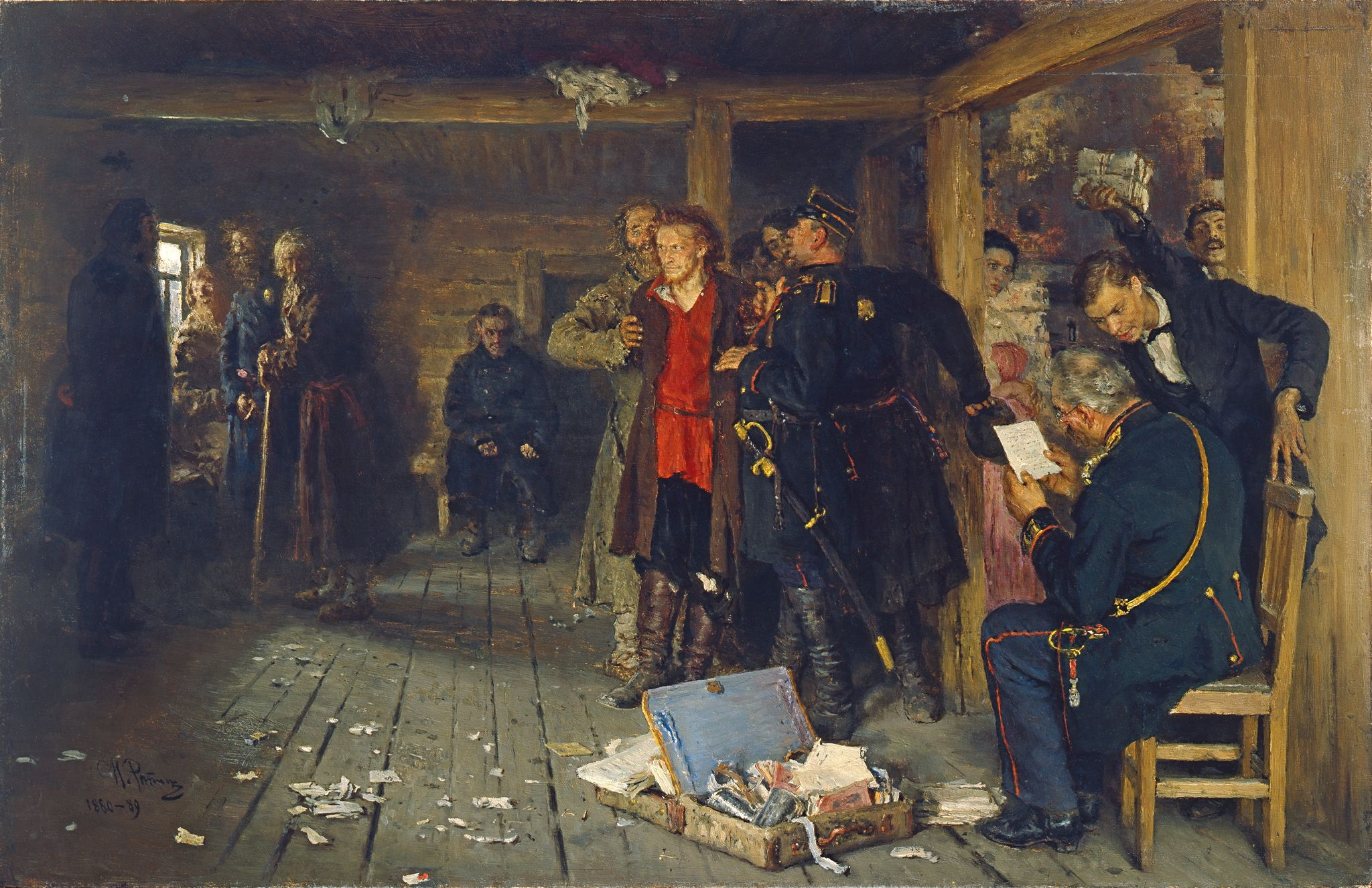
Жандармские чины досматривают бумаги и личную переписку арестованного народника. «Арест пропагандиста», картина Ильи Репина

Тайна переписки в царской России и Российской империи не соблюдалась, более того, за попытки тайной переписки было положено наказание, а с августа 1718 года, после издания царского указа Петра «О запрещении всем, кроме учителей церковных, писать в запертых покоях письма, и о доносе на тех, которые против сего поступят» — смертная казнь. По этому петровскому указу равное наказание распространялось не только на писавших письма втайне от остальных, но и за недонесение об этом властям. Попытки уединиться или закрыться самому в комнате приравнивались к «государевой измене», указ распространялся на всех без исключения, включая даже обитателей монастырей. Как заключает по этому поводу Владлен Измозик, (поскольку большая часть населения была безграмотной, и ни писать, ни читать не умела) «для российской власти само писание писем было делом подозрительным».

## В России
Право на тайну частной жизни и право на тайну связи рассматриваются конституцией РФ и уголовным кодексом РФ кк самостоятельные права. В России тайна связи гарантируется Конституцией Российской Федерации (1993 года). Часть 2 статья 23 гласит:
Каждый имеет право на тайну переписки, телефонных переговоров, почтовых, телеграфных и иных сообщений. Ограничение этого права допускается только на основании судебного решения.
Аналогичное положение присутствовало и в прошлых конституциях (ст. 56 Конституции СССР 1977 года; ст. 128 Конституции СССР 1936 года).
Тайна связи является неотчуждаемым правом (ч. 2 ст. 17 Конституции РФ), то есть человека нельзя лишить этого права, и он не может добровольно отказаться от этого права.
На всех операторов связи законом возложена обязанность принимать меры к охране тайны связи (ст. 63 закона РФ «О связи»).
За нарушение тайны связи в России установлена уголовная ответственность (ст. 138 УК РФ). Также возможна гражданско-правовая ответственность, если нарушение тайны связи повлекло материальный ущерб или моральный вред.

### Ограничение тайны связи
Контроль почтовых отправлений, телеграфных и иных сообщений, прослушивание телефонных переговоров, снятие информации с технических каналов связи являются видами оперативно-разыскных мероприятий. Их проведение в России допустимо на основании судебного решения и при наличии информации:
1. О признаках подготавливаемого, совершаемого или совершенного противоправного деяния, по которому производство предварительного следствия обязательно.
2. О лицах, подготавливающих, совершающих или совершивших противоправное деяние, по которому производство предварительного следствия обязательно.
3. О событиях или действиях, создающих угрозу государственной, военной, экономической или экологической безопасности Российской Федерации.

В то же время Верховный Суд РФ акцентирует внимание судов на том, что результаты оперативно-разыскных мероприятий, связанных с ограничением тайны связи, могут быть использованы в качестве доказательств по делам, лишь когда они получены по разрешению суда на проведение таких мероприятий и проведены следственными органами в соответствии с уголовно-процессуальным законодательством.
Для истребования у оператора связи предметов и документов, содержащих сведения, передаваемые, сохраняемые и устанавливаемые с помощью телефонной аппаратуры, включая данные о входящих и исходящих сигналах соединения телефонных аппаратов конкретных пользователей связи, необходимо:
- по уголовным делам — мотивированное постановление судьи о разрешении производства данного действия;
- по гражданским делам — определение судьи об истребовании соответствующих документов.

Всем операторам связи в России предъявляются требования согласования плана мероприятий по внедрению «СОРМ» (Системы оперативно-разыскных мероприятий), в противном случае их лицензия может быть аннулирована.
C 1 февраля 2008 сотрудники ФСБ имеют техническую возможность прослушивания телефонных разговоров (в том числе мобильных) без участия оператора связи.
21 июля 2009 года вступил в силу приказ Министерства связи и массовых коммуникаций РФ «Об утверждении Требований к сетям и средствам почтовой связи для проведения оперативно-разыскных мероприятий». В приказе расписано, какие услуги должны предоставлять на почте ведущим розыск семи ведомствам: МВД, ФСБ, ФСО, внешней разведке, таможенникам, ФСИН и ФСКН. Среди услуг особенно привлекает внимание обязанность почтовиков предоставлять ведущим розыск чиновникам особые помещения.
13 апреля 2018 года Таганский районный суд города Москвы вынес решение о блокировке мессенджера Telegram по причине непредоставления ключей от переписок пользователей (впоследствии в июне 2020 года Роскомнадзор объявил о снятии ограничений доступа к Telegram).